# Zgromadzenie Narodowe (Kamerun)
Zgromadzenie Narodowe (fr. Assemblée Nationale) - główny organ władzy ustawodawczej w Kamerunie. Składa się ze 180 członków wybieranych na pięcioletnią kadencję w 58 okręgach, z których część ma charakter jednomandatowy, a pozostałe wielomandatowy. W okręgach jednomandatowych stosuje się ordynację większościową. W okręgach wielomandatowych wyborcy oddają głosy na listy partyjne. Jeśli jedna z nich otrzyma więcej niż 50% głosów, otrzymuje wszystkie mandaty przypisane temu okręgowi. Jeśli żadna lista nie osiągnie takiego rezultatu, lista z największym poparciem otrzymuje połowę mandatów, a pozostała część jest dzielona między listy z dalszych miejsc z zastosowaniem ordynacji proporcjonalnej. 
Czynne prawo wyborcze przysługuje obywatelom Kamerunu w wieku co najmniej 20 lat, posiadającym pełnię praw publicznych i zamieszkującym na terenie danego okręgu wyborczego przez co najmniej 6 miesięcy przed wyborami (nie dotyczy to żołnierzy, którzy zawsze mogą oddać głos w miejscu aktualnego stacjonowania).  Kandydatami mogą być Kameruńczycy w wieku co najmniej 23 lat, nieposiadający równocześnie obywatelstwa żadnego innego państwa. Wymagana jest również znajomość w mowie i piśmie języka francuskiego lub angielskiego. Kandydować nie mogą żołnierze i policjanci w trakcie pełnienia służby czynnej oraz przez 6 miesięcy po jej zakończeniu.